# 中央アジア・中国天然ガスパイプライン

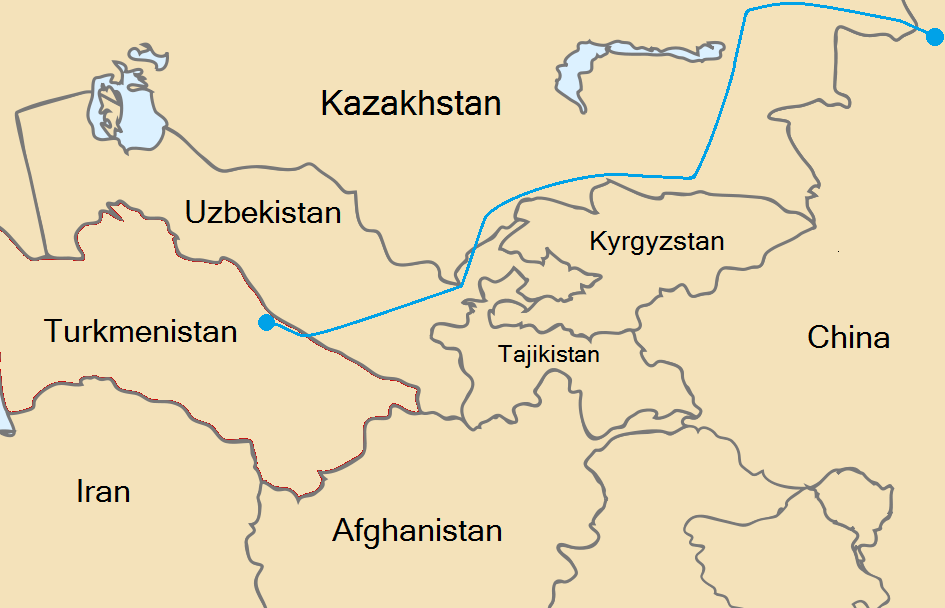
中央アジア・中国天然ガスパイプラインのルート

中央アジア・中国天然ガスパイプライン（ちゅうおうアジア・ちゅうごくてんねんガスパイプライン、中国語: 中国－中亚天然气管道、英語: Central Asia-China gas pipeline）は、中央アジアのトルクメニスタンから中国の新疆への天然ガスパイプラインで、全長は1,833 kmで、2007年に建設を初めて、2009年に全通した。

## 歴史
中央アジア・中国天然ガスパイプラインは、当初カザフスタン・中国石油パイプラインの延長として構想された。2003年6月、胡錦涛国家主席（総書記）のカザフスタン訪問中に、プロジェクトをできるだけ早く完了するという合意が調印された。その後、カズムナイガスと中国石油天然気集団がガスパイプライン・プロジェクトの実現可能性調査を開始し、中国は他の中央アジア諸国との交渉を続けた。
2006年4月3日、中国とトルクメニスタンは、ガスパイプラインの建設と長期的な天然ガス供給に関する枠組み協定に調印した。 [2] 2007年6月、トルクメニスタンのグルバングル・ベルディムハメドフ大統領は、中国訪問中に天然ガスパイプライン・プロジェクトの建設を加速する協定に署名した。7月、トルクメニスタンは中国とカザフスタンの最初の石油パイプラインに正式に参加した。2007年11月8日、カズムナイガスと中国石油天然気集団は、将来のパイプライン建設に関する原則合意に調印した。
2007年8月30日、全長 188 キロメートルのトルクメニスタン区間が建設を開始した。ウズベキスタン区間の建設は2008年6月30日に開始された。カザフスタンの区間も 2008年7月9日に建設を開始し、2009年7月にプロジェクトの第1段階を完了した。
2009年12月12日、胡錦涛国家主席（総書記）のカザフスタン訪問中に、この区間の完成が発表された。2日後の12月14日、胡錦涛主席はトルクメニスタンを訪問中、トルクメニスタン、ウズベキスタン、カザフスタンの指導者と共に、中央アジア天然ガスパイプライン（A）の開通式に参加した。
中国 - 中央アジア天然ガスパイプラインの第2ライン（B）は2010年末に完成し、第3ライン（C）は2012年に建設を開始し、2014年6月15日に操業を開始した。2015年までに、総ガス輸送量は年間 550 億立方メートルに達する予定。
2022年9月にウズベキスタン・サマルカンドで行われた上海協力機構の会議で、トルクメニスタンのウズベキスタン・タジキスタン・キルギスを経て新疆烏恰県に至る第4ライン（D）の計画を、習近平国家主席（総書記）は支持すると表明した。

## 意義
トルクメニスタンの天然ガス供給は、中国の逼迫した天然ガス需要を大幅に緩和し、中国の全体的なエネルギー供給システムを安定させるとした。試運転後、このパイプラインは、すすと二酸化炭素の排出を削減しながら、中国のエネルギーの 2% を提供することが期待されていた。この量は、2007 年の中国の総天然ガス消費量の約 50% に相当した。トルクメニスタンにとって、パイプラインはエネルギー輸出を多様化することになる。このガスパイプラインの開通前には、トルクメニスタンの天然ガス輸出はロシアとイラン向けであった。

## ルート
このパイプラインは、西はトルクメニスタン東部のアムダリヤ川東岸から始まり、ウズベキスタン経由でカザフスタンの南を通り、既存のカザフスタン・中国石油パイプラインが通るブハラ - タシケント - ビシュケク - アルマティと並行して中国国境に至る1,833kmで、最終的には中国・新疆北部のコルガス市にまで伸びていて、そこで西東ガスパイプラインIIに接続されている。
第4ライン（D）が着工・完成すれば、これはトルクメニスタン南部を出て、ウズベキスタンを経て、タジキスタンのラフシュ（Lakhsh）から国境のイルケシュタム峠を通り、中国・新疆の最西部へ入る966kmとなる。

## 参照項目
- 中国のエネルギー政策 (Energy policy of China)
- シベリアの力2